# آلوار

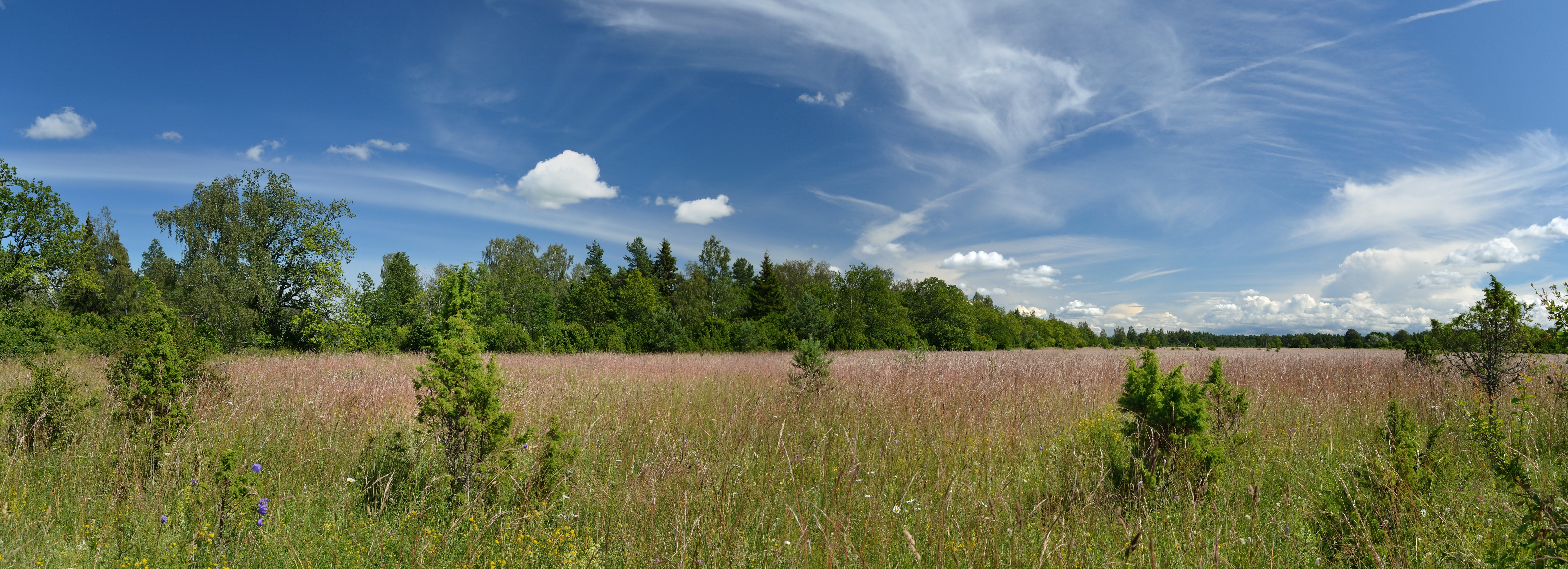
آلوار در استونی در نزدیکی شهر کیلا

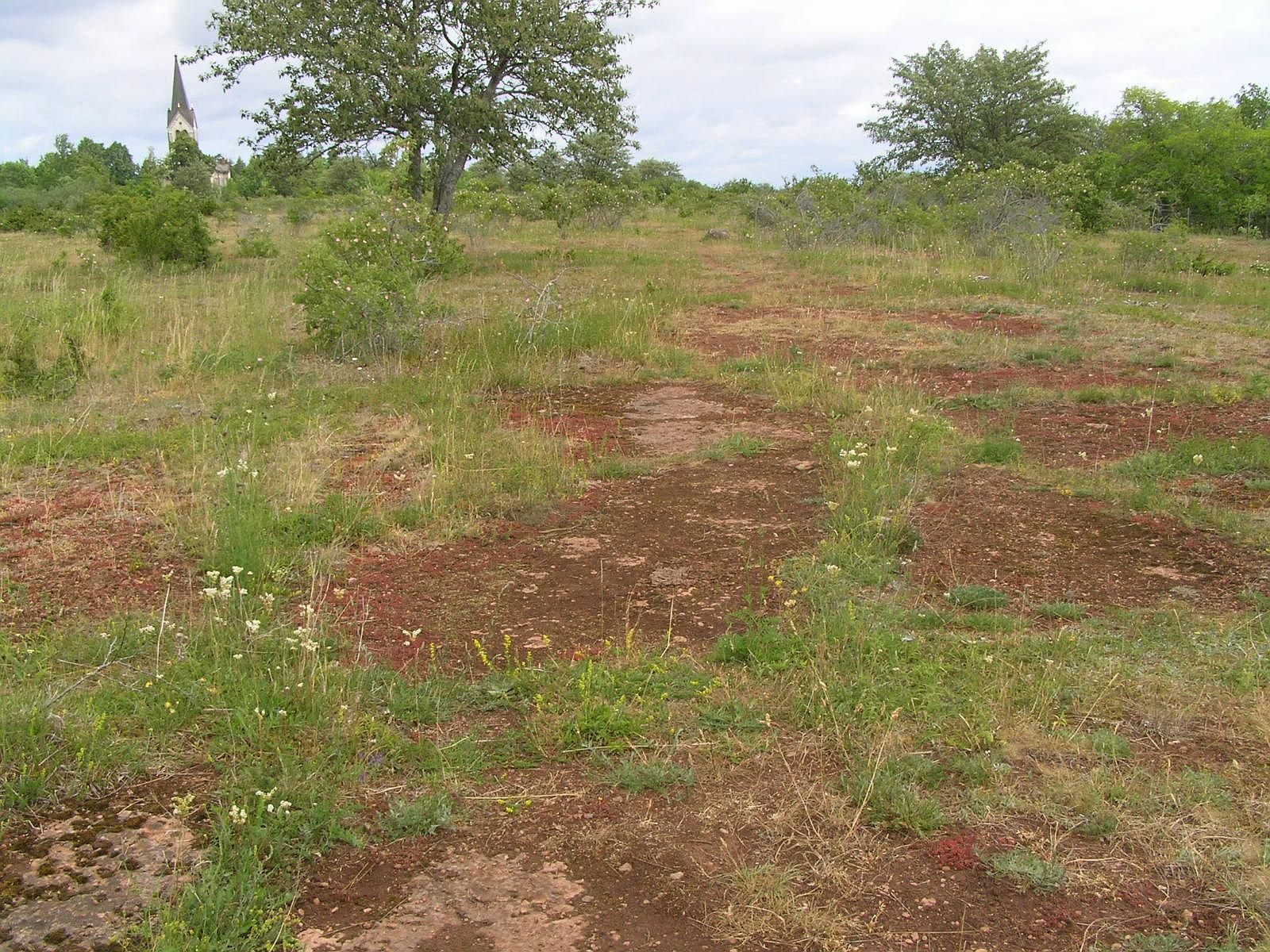
آلوار در Kinnekulle، سوئد. بیشتر گیاهان به شکاف‌های متعدد در سنگ آهک محدود می‌شوند.

آلوار (به انگلیسی: Alvar) یک محیط زیستی است که بر روی دشت آهکی با خاک نازک یا بدون خاک و در نتیجه پوشش گیاهی علفزاری پراکنده بنا شده است. آلوارها که اغلب در بهار غرقاب می‌شوند و در میانه تابستان تحت تأثیر خشک‌سالی قرار می‌گیرند، گروه خاصی از گیاهان مرغزارمانند را پشتیبانی می‌کنند. بیشتر آلوارها یا در شمال اروپا یا در پیرامون دریاچه‌های بزرگ در آمریکای شمالی رخ می‌دهند. این زیستگاه تحت فشار از جامعه‌ای از گیاهان و جانوران کمیاب پشتیبانی می‌کند، از جمله گونه‌هایی که بیشتر در علفزارهای مرغزاری یافت می‌شوند. گلسنگ و خزه گونه‌های رایجی هستند. درختان و بوته‌ها وجود ندارند یا به شدت کوتاه می‌آیند.